# ビデオアーツ・ミュージック
ビデオアーツ・ミュージック株式会社（Videoarts Music）は、かつて存在した日本のレコード・レーベル。
ジャズ・フュージョンのCDやDVDを中心に販売。海外からライセンスを取得したミュージシャンの音源を発売。自己レーベルOne Voiceを持っているが、海外レーベルからの販売も行っている。

2016年6月15日6に東京地裁で破産手続き開始が決定した

## レーベル
- Videoarts Music
- One Voice
- Dreyfus
- Rykodisc
- Key's Stone
- Salah
- Lepollen Disques
- Label Bleu
- Rendezvous
- Artizen（現Artistry Music）
- Pop'po